# FAM120A
FAM120A‏ (Family with sequence similarity 120A) هوَ بروتين يُشَفر بواسطة جين FAM120A في الإنسان.